# كارل جون هارتمان
كارل جون هارتمان (بالسويدية: Carl Johan Hartman)‏ هو عالم نبات سويدي، ولد في 14 أبريل 1790 في يفله في السويد، وتوفي في 28 أغسطس 1849 في ستوكهولم في السويد.